# Fernando Cardoso
Fernando Cardoso Dos Santos (n. Ilhéus, Brasil; 20 de noviembre de 1990) es un futbolista brasileño que se desempeña como mediocampista y actualmente milita en el Naft Maysan de la Liga Premier de Irak.

## Trayectoria
Cardoso llegó a Costa Rica en 2011 proveniente del fútbol de Irlanda del Norte traído por el técnico Luis Fernando Fallas para que jugará con el Barrio México pero no pudo, entonces lo recomendó al Puntarenas FC y allí jugó un total de 31 partidos y anotó 2 goles. En el Verano 2012 fue el extranjero con más minutos jugados con 1344 minutos.
Luego de jugar para el PFC, pasó a Limón FC en donde no tuvo mucho suceso y solo jugó siete partidos para luego regresarse a Brasil y jugar en el Campeonato Paulista con los clubes de União São João y Novorizontino.
En diciembre de 2014 vuelve al fútbol internacional y emigra a Irak para incorporarse al Naft Maysan de la Liga Premier de Irak.

## Clubes
| Club           | País          | Año               | Partidos | Goles |
| -------------- | ------------- | ----------------- | -------- | ----- |
| Puntarenas FC  | Costa Rica    | 2011 - 2012       | 31       | 2     |
| Limón FC       | Costa Rica    | 2012 - 2013       | 7        | 0     |
| União São João | Brasil        | 2013              | 4        | 0     |
| Novorizontino  | Brasil        | 2014              | 1        | 0     |
| Naft Maysan    | Irak          | 2014 - Actualidad | 0        | 0     |
| Total carrera  | Total carrera | Total carrera     | 0        | 0     |

## Palmarés
| Título           | Club          | Resultado |
| ---------------- | ------------- | --------- |
| Paulista A3 2014 | Novorizontino | Campeón   |